# Carl Flügge

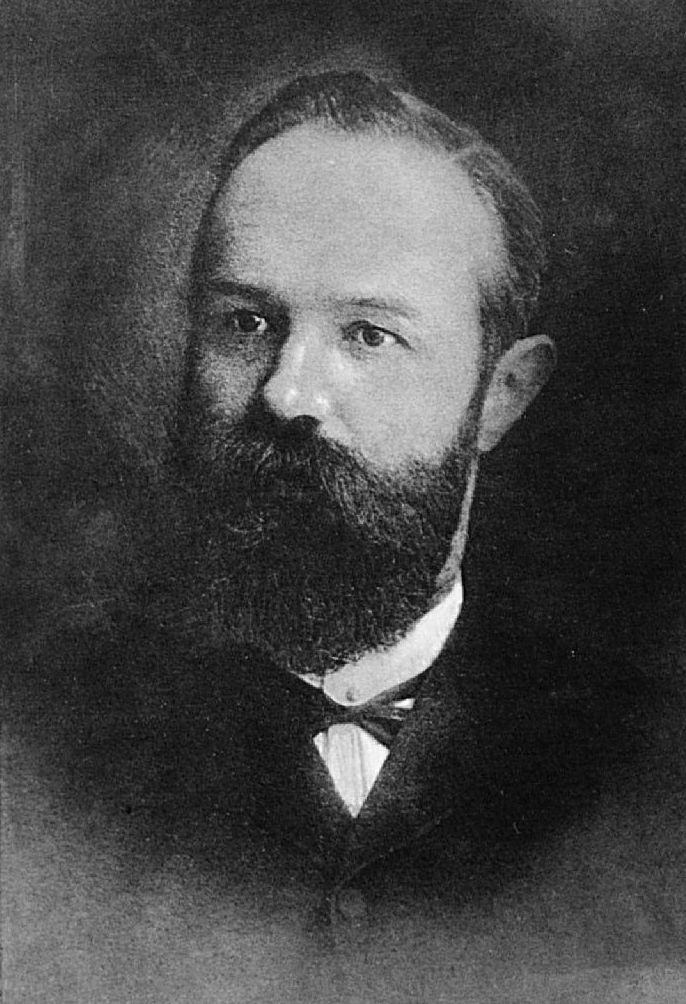
Carl Flügge (1847-1923)

Carl Georg Friedrich Wilhelm Flügge (n. 12 septembrie 1847, Hannover, Regatul Hanovra – d. 10 decembrie 1923, Berlin, Republica de la Weimar) a fost un bacteriolog, epidemiolog și igienist german.

## Biografie
A studiat medicina la Göttingen, Bonn, Leipzig și München, iar în 1878 a fost lector de igienă în Berlin. În 1881 el a fost profesor de igienă de la Universitatea din Göttingen, și apoi profesor la Universitatea din Breslau și Berlin, unde l-a succedat pe Max Rubner (1854-1932) la Catedra de Igienă. Flügge a fost coleg cu Robert Koch (1843-1910), și cu doi cunoscuți asistenți ai lui de la Breslau: Wolfgang Weichardt (1875-1943) și Walther Kruse (1864-1943).
Carl Flügge a pledat ca igiena să fie o disciplină medicală independentă și a efectuat ample cercetări privind transmiterea bolilor infecțioase, cum ar fi malaria, tuberculoza și holera. În 1890, el a demonstrat că chiar și în timpul unui "discurs liniștit", picături foarte mici (picăturile lui Flügge) sunt pulverizate în aer.
Printre publicațiile sale sunt și două lucrări importante cu privire la igienă, Lehrbuch der hygienischen Untersuchungsmethoden (Manual de metodologia cercetării în domeniul igienei) și Grundriss der Hygiene (Bazele igienei).